# 三兴站
三兴站（朝鲜语：／ Samhŭng yŏk */?）是平壤地铁革新线的一个车站，于1975年9月9日随2号线一同启用。

## 车站周边
- 金日成综合大学
- 平壤外国語大学